# (129470) 1993 KC
(129470) 1993 KC es un asteroide  perteneciente al grupo de asteroides que cruzan la órbita de Marte, descubierto el 20 de mayo  de 1993 por el equipo del Spacewatch desde el Observatorio Nacional de Kitt Peak, Arizona, Estados Unidos.

## Designación y nombre
Designado provisionalmente como 1993 KC.

## Características orbitales
(129470) 1993 KC está situado a una distancia media del Sol de 2,207 ua, pudiendo alejarse hasta 2,993 ua y acercarse hasta 1,421 ua. Su excentricidad es 0,356 y la inclinación orbital 25,280 grados. Emplea 1197,60 días en completar una órbita alrededor del Sol.
Los próximos acercamientos a la órbita terrestre ocurrirán el 24 de mayo de 2075, el 24 de mayo de 2134 y el 23 de mayo de 2193.

## Características físicas
La magnitud absoluta de 1993 DC es 16,17.